# Turfkarton
Turfkarton is karton waarvoor turfvezel als grondstof wordt gebruikt. Naast turfkarton kent men ook turfpapier, in de kwaliteit van pakpapier. In de 19e eeuw is getracht het ingang te doen vinden als alternatief voor producten gemaakt met grondstoffen als lompen en stro.

## Proefnemingen
Reeds in 1838 berichtte de heer Piette te Keulen omtrent papier dat verkregen kon worden uit de bovenste lagen der vezelachtige turf. 
Naar verluidt zouden de eerste proefnemingen dienaangaande zijn verricht te Turijn. In Piëmont waren namelijk grote gebieden aanwezig die houtrijk veen bevatten. Het was in een tijd dat de papierproductie toenam en de traditionele grondstof, lompen, schaars begon te worden. In 1854 berichtte het Franse Ministerie van Landbouw omtrent de voordelen van een dergelijke methode. Ook de Duitser Keller te Kuhnheide deed onderzoek naar de bereiding van turfpapier. 
Een toepassing van turfvezels werd ook gezocht in de bereiding van papier-maché en papierstuc. De Engelse Limnoplastic Company heeft dergelijke producten nog enige tijd vervaardigd. Reeds op het einde van de 19e eeuw was men aldus de kunst machtig om karton uit turf te bereiden. In Duitsland waren een aantal methoden ontstaan, waaronder een procedé dat door Leo Ubbelohde was ontwikkeld.

## Kartonfabricage
De bereiding van turfkarton is deels identiek aan die van strokarton, doch de kartonpap werd op een andere wijze bereid. Allereerst werd de turf vermalen en werden de plantenresten weggespoeld. Vervolgens werd gespoeld en gezeefd, zodat uiteindelijk de turfvezels overbleven. Deze vezels werden met houtvezels en cellulose vermengd en in hollandermolens vermalen. Vervolgens werd de pap naar de kartonmachines gevoerd.
Turfkarton was een derde lichter dan strokarton, het was ook buigzamer en beter snijdbaar en het nam geen vocht op, waardoor het afwasbaar was. Bovendien was het reukloos. Nadeel was echter dat het karton breekbaarder was dan strokarton en gemakkelijk verbrokkelde.
In 1899 richtte Jan Evert Scholten te Klazienaveen een turfkartonfabriek op. De leiding hiervan kwam in handen van zijn oudste zoon Willem Albert II Scholten. De kartonmachine was afkomstig uit de strokartonfabriek te Sappemeer. In 1900 exposeerde het bedrijf op de Wereldtentoonstelling te Parijs. Hoewel vervolgens tal van orders binnenkwamen, moest er veel inspanning worden getroost om de kwaliteit te verhogen en de kostprijs te verlagen. Willem Albert poogde ook orders los te krijgen uit Nederlands-Indië voor de verpakking van suiker en zout. Deze poging mislukte echter.
In november 1901 werd de fabriek, die tot dan toe met aanloopverliezen draaide, plotseling stopgezet. De 50 arbeiders werden van de ene op de andere dag in de veenderijen te werk gesteld. De tegenvallende kwaliteit van het product, de te hoge kostprijs, en potentiële milieuwetgeving speelden daarbij een rol.
In het begin van de 20e eeuw kondigde zich een nieuwe methode aan, die aanvankelijk als veelbelovend werd gezien: de methode volgens de Oostenrijker Karl Zschörner. In de periode 1904-1910 werden turfkartonfabrieken opgericht in Duitsland, Ierland, Schotland en de Verenigde Staten, doch geen van deze fabrieken hield het lang vol. Om aan minimale kwaliteitseisen te voldoen moest namelijk een groot aandeel cellulose worden toegevoegd, daar turfvezels veel te zwak bleken voor de kartonfabricage.